# Джонсон, Джеймс (баскетболист)
Джеймс Патрик Джонсон (англ. James Patrick Johnson; родился 20 февраля 1987 года в Шайенне, Вайоминг, США) — американский профессиональный баскетболист. До прихода в НБА два года выступал за студенческую команду Университета Уэйк-Форест «Димон Диконс». Играет на позициях лёгкого форварда и тяжёлого форварда. Был выбран в первом раунде под общим 16-м номером на драфте НБА 2009 года командой «Чикаго Буллз».

## Профессиональная карьера

### Чикаго Буллз (2009—2011)
Джонсон был выбран на драфте НБА 2009 года под 16-м номером «Чикаго Буллз». 8 июля 2009 года он подписал свой первый профессиональный контракт с «Буллз». 27 января 2011 года он был переведён в фарм-клуб «Айова Энерджи» из Лиги развития НБА. Но уже 14 февраля 2011 года был призван обратно в основную команду .

### Торонто Рэпторс (2011—2012)
22 февраля 2011 года Джонсон был обменян в «Торонто Рэпторс» на право выбора в первом раунде на драфте 2011 года, который «Рэпторс» достался от «Майами Хит».

### Сакраменто Кингз (2012—2013)
16 июля 2012 года Джонсон был обменян в «Сакраменто Кингз» на право выбора во втором раунде на драфте 2014 года.

### Атланта Хокс (2013)
30 сентября 2013 года Джонсон подписал контракт с «Атлантой Хокс», однако уже 21 октября команда отказалась от его услуг.

### Рио-Гранде Вэллей Вайперс (2013)
В ноябре 2013 года он подписал контракт с «Рио-Гранде Вэллей Вайперс».

### Мемфис Гриззлис (2013—2014)
16 декабря 2013 года Джонсон подписал контракт с «Мемфис Гриззлис».

### Торонто Рэпторс (2014—2016)
10 июля 2014 года джонсон подписал двухлетний контракт с Торонто Рэпторс на 5 миллионов долларов.

### Майами Хит (2016—2020)
10 июля 2016 года Джонсон подписал с «Майами Хит» однолетний контракт на сумму 4 млн долларов.

### Миннесота Тимбервулвз (2020)
6 февраля 2020 года Джонсон был обменян в клуб «Миннесота Тимбервулвз» в результате трёхстороннего обмена.

### Даллас Маверикс (2020—2021)
20 ноября 2020 года Джонсон вместе с драфт правами на Алексея Покушевского (17-й пик) и выбором во втором раунде 2024 года был обменян в «Оклахома-Сити Тандер» на Рики Рубио и драфт права на Джейдена Макдэниэлса. 27 ноября 2020 года Джонсон был обменян в «Даллас Маверикс» в результате трёхстороннего обмена.

## Личная жизнь
7 июня 2014 года Джонсон был арестован по обвинению в домашнем насилии, после того, как он ударил и душил свою жену Кэлли в их доме. 30 июня 2014 года обвинения с баскетболиста были сняты в связи с тем, что его жена не пришла в суд. Позже пара развелась и опека над их общим сыном досталась Кэлли.

## Статистика

### Статистика в НБА
| Сезон   | Команда    | Регулярный сезон | Регулярный сезон          | Регулярный сезон         | Регулярный сезон         | Регулярный сезон                      | Регулярный сезон                   | Регулярный сезон            | Регулярный сезон           | Регулярный сезон              | Регулярный сезон              | Регулярный сезон         | Серия плей-офф  | Серия плей-офф            | Серия плей-офф           | Серия плей-офф           | Серия плей-офф                        | Серия плей-офф                     | Серия плей-офф              | Серия плей-офф             | Серия плей-офф                | Серия плей-офф                | Серия плей-офф           |
| Сезон   | Команда    | Сыгранные матчи  | Матчи в стартовой пятёрке | Количество минут за игру | Процент попаданий с игры | Процент попадания трёхочковых бросков | Процент попадания штрафных бросков | Количество подборов за игру | Количество передач за игру | Количество перехватов за игру | Количество блок-шотов за игру | Количество очков за игру | Сыгранные матчи | Матчи в стартовой пятёрке | Количество минут за игру | Процент попаданий с игры | Процент попадания трёхочковых бросков | Процент попадания штрафных бросков | Количество подборов за игру | Количество передач за игру | Количество перехватов за игру | Количество блок-шотов за игру | Количество очков за игру |
| ------- | ---------- | ---------------- | ------------------------- | ------------------------ | ------------------------ | ------------------------------------- | ---------------------------------- | --------------------------- | -------------------------- | ----------------------------- | ----------------------------- | ------------------------ | --------------- | ------------------------- | ------------------------ | ------------------------ | ------------------------------------- | ---------------------------------- | --------------------------- | -------------------------- | ----------------------------- | ----------------------------- | ------------------------ |
| 2009/10 | Чикаго     | 65               | 11                        | 11,6                     | 45,2                     | 32,6                                  | 72,9                               | 2,0                         | 0,7                        | 0,3                           | 0,7                           | 3,9                      | 4               | 0                         | 5,0                      | 0,0                      | 0,0                                   | -                                  | 0,3                         | 0,3                        | 0,0                           | 0,0                           | 0,0                      |
| 2010/11 | Чикаго     | 13               | 0                         | 9,4                      | 41,5                     | 22,2                                  | 46,2                               | 1,8                         | 1,1                        | 0,6                           | 0,7                           | 3,2                      | Не участвовал   | Не участвовал             | Не участвовал            | Не участвовал            | Не участвовал                         | Не участвовал                      | Не участвовал               | Не участвовал              | Не участвовал                 | Не участвовал                 | Не участвовал            |
| 2010/11 | Торонто    | 25               | 25                        | 27,9                     | 46,4                     | 24,0                                  | 70,7                               | 4,7                         | 3,0                        | 1,0                           | 1,1                           | 9,2                      | Не участвовал   | Не участвовал             | Не участвовал            | Не участвовал            | Не участвовал                         | Не участвовал                      | Не участвовал               | Не участвовал              | Не участвовал                 | Не участвовал                 | Не участвовал            |
| 2011/12 | Торонто    | 62               | 40                        | 25,2                     | 45,0                     | 31,7                                  | 70,4                               | 4,7                         | 2,0                        | 1,1                           | 1,4                           | 9,1                      | Не участвовал   | Не участвовал             | Не участвовал            | Не участвовал            | Не участвовал                         | Не участвовал                      | Не участвовал               | Не участвовал              | Не участвовал                 | Не участвовал                 | Не участвовал            |
| 2012/13 | Сакраменто | 54               | 11                        | 16,3                     | 41,3                     | 9,5                                   | 59,7                               | 2,7                         | 1,1                        | 0,8                           | 0,9                           | 5,1                      | Не участвовал   | Не участвовал             | Не участвовал            | Не участвовал            | Не участвовал                         | Не участвовал                      | Не участвовал               | Не участвовал              | Не участвовал                 | Не участвовал                 | Не участвовал            |
| 2013/14 | Мемфис     | 52               | 4                         | 18,4                     | 46,4                     | 25,3                                  | 84,4                               | 3,2                         | 2,1                        | 0,8                           | 1,1                           | 7,4                      | 3               | 0                         | 9,3                      | 33,3                     | 40,0                                  | 70,0                               | 2,0                         | 0,0                        | 0,3                           | 0,0                           | 6,3                      |
| 2014/15 | Торонто    | 70               | 17                        | 19,6                     | 58,9                     | 21,6                                  | 65,7                               | 3,7                         | 1,4                        | 0,8                           | 1,0                           | 7,9                      | 2               | 0                         | 6,0                      | 33,3                     | -                                     | 0,0                                | 1,0                         | 0,5                        | 0,0                           | 0,0                           | 2,0                      |
| 2015/16 | Торонто    | 57               | 32                        | 16,2                     | 47,5                     | 30,3                                  | 57,4                               | 2,2                         | 1,2                        | 0,5                           | 0,6                           | 5,0                      | 10              | 0                         | 9,8                      | 48,0                     | 44,4                                  | 66,7                               | 1,5                         | 0,6                        | 0,3                           | 0,0                           | 3,0                      |
| 2016/17 | Майами     | 76               | 5                         | 27,4                     | 47,9                     | 34,0                                  | 70,7                               | 4,9                         | 3,6                        | 1,0                           | 1,1                           | 12,8                     | Не участвовал   | Не участвовал             | Не участвовал            | Не участвовал            | Не участвовал                         | Не участвовал                      | Не участвовал               | Не участвовал              | Не участвовал                 | Не участвовал                 | Не участвовал            |
| 2017/18 | Майами     | 73               | 41                        | 26,6                     | 50,3                     | 30,8                                  | 69,8                               | 4,9                         | 3,8                        | 1,0                           | 0,7                           | 10,8                     | 5               | 5                         | 32,1                     | 54,8                     | 53,8                                  | 64,3                               | 6,0                         | 4,8                        | 1,2                           | 1,2                           | 12,4                     |
| 2018/19 | Майами     | 55               | 33                        | 21,2                     | 43,3                     | 33,6                                  | 71,4                               | 3,2                         | 2,5                        | 0,6                           | 0,5                           | 7,8                      | Не участвовал   | Не участвовал             | Не участвовал            | Не участвовал            | Не участвовал                         | Не участвовал                      | Не участвовал               | Не участвовал              | Не участвовал                 | Не участвовал                 | Не участвовал            |
| 2019/20 | Майами     | 18               | 0                         | 15,6                     | 44,8                     | 35,6                                  | 57,1                               | 2,9                         | 1,2                        | 0,3                           | 0,7                           | 5,7                      | Не участвовал   | Не участвовал             | Не участвовал            | Не участвовал            | Не участвовал                         | Не участвовал                      | Не участвовал               | Не участвовал              | Не участвовал                 | Не участвовал                 | Не участвовал            |
| 2019/20 | Миннесота  | 14               | 1                         | 24,2                     | 50,0                     | 37,0                                  | 67,6                               | 4,7                         | 3,8                        | 1,4                           | 1,4                           | 12,0                     | Не участвовал   | Не участвовал             | Не участвовал            | Не участвовал            | Не участвовал                         | Не участвовал                      | Не участвовал               | Не участвовал              | Не участвовал                 | Не участвовал                 | Не участвовал            |
| 2020/21 | Даллас     | 29               | 1                         | 17,4                     | 46,2                     | 25,0                                  | 58,6                               | 3,0                         | 1,7                        | 0,8                           | 0,8                           | 5,7                      | Не участвовал   | Не участвовал             | Не участвовал            | Не участвовал            | Не участвовал                         | Не участвовал                      | Не участвовал               | Не участвовал              | Не участвовал                 | Не участвовал                 | Не участвовал            |
| 2020/21 | Нью-Орлеан | 22               | 11                        | 24,5                     | 43,4                     | 26,7                                  | 59,6                               | 4,1                         | 2,2                        | 0,8                           | 0,9                           | 9,2                      | Не участвовал   | Не участвовал             | Не участвовал            | Не участвовал            | Не участвовал                         | Не участвовал                      | Не участвовал               | Не участвовал              | Не участвовал                 | Не участвовал                 | Не участвовал            |
| 2021/22 | Бруклин    | 62               | 10                        | 19,2                     | 46,9                     | 27,1                                  | 52,7                               | 3,5                         | 2,1                        | 0,5                           | 0,5                           | 5,5                      | Не участвовал   | Не участвовал             | Не участвовал            | Не участвовал            | Не участвовал                         | Не участвовал                      | Не участвовал               | Не участвовал              | Не участвовал                 | Не участвовал                 | Не участвовал            |
| 2022/23 | Индиана    | 18               | 1                         | 9,0                      | 44,9                     | 20,0                                  | 50,0                               | 1,7                         | 0,8                        | 0,4                           | 0,3                           | 2,8                      | Не участвовал   | Не участвовал             | Не участвовал            | Не участвовал            | Не участвовал                         | Не участвовал                      | Не участвовал               | Не участвовал              | Не участвовал                 | Не участвовал                 | Не участвовал            |
| 2023/24 | Индиана    | 9                | 0                         | 5,2                      | 30,0                     | 0,0                                   | 100,0                              | 0,4                         | 0,9                        | 0,6                           | 0,1                           | 0,9                      | 1               | 0                         | 1,0                      | -                        | -                                     | 50,0                               | 0,0                         | 0,0                        | 0,0                           | 0,0                           | 1,0                      |
|         | Всего      | 774              | 243                       | 20,1                     | 47,4                     | 30,0                                  | 67,8                               | 3,5                         | 2,1                        | 0,8                           | 0,8                           | 7,5                      | 25              | 5                         | 12,7                     | 46,7                     | 46,4                                  | 54,3                               | 2,2                         | 1,3                        | 0,4                           | 0,2                           | 4,6                      |

### Статистика в Джи-Лиге
| Сезон   | Команда                   | Регулярный сезон | Регулярный сезон          | Регулярный сезон         | Регулярный сезон         | Регулярный сезон                      | Регулярный сезон                   | Регулярный сезон            | Регулярный сезон           | Регулярный сезон              | Регулярный сезон              | Регулярный сезон         | Серия плей-офф  | Серия плей-офф            | Серия плей-офф           | Серия плей-офф           | Серия плей-офф                        | Серия плей-офф                     | Серия плей-офф              | Серия плей-офф             | Серия плей-офф                | Серия плей-офф                | Серия плей-офф           |
| Сезон   | Команда                   | Сыгранные матчи  | Матчи в стартовой пятёрке | Количество минут за игру | Процент попаданий с игры | Процент попадания трёхочковых бросков | Процент попадания штрафных бросков | Количество подборов за игру | Количество передач за игру | Количество перехватов за игру | Количество блок-шотов за игру | Количество очков за игру | Сыгранные матчи | Матчи в стартовой пятёрке | Количество минут за игру | Процент попаданий с игры | Процент попадания трёхочковых бросков | Процент попадания штрафных бросков | Количество подборов за игру | Количество передач за игру | Количество перехватов за игру | Количество блок-шотов за игру | Количество очков за игру |
| ------- | ------------------------- | ---------------- | ------------------------- | ------------------------ | ------------------------ | ------------------------------------- | ---------------------------------- | --------------------------- | -------------------------- | ----------------------------- | ----------------------------- | ------------------------ | --------------- | ------------------------- | ------------------------ | ------------------------ | ------------------------------------- | ---------------------------------- | --------------------------- | -------------------------- | ----------------------------- | ----------------------------- | ------------------------ |
| 2010/11 | Айова Энерджи             | 8                | 8                         | 32,1                     | 53,5                     | 17,6                                  | 91,8                               | 8,9                         | 4,3                        | 1,0                           | 2,5                           | 19,3                     | Не участвовал   | Не участвовал             | Не участвовал            | Не участвовал            | Не участвовал                         | Не участвовал                      | Не участвовал               | Не участвовал              | Не участвовал                 | Не участвовал                 | Не участвовал            |
| 2013/14 | Рио-Гранде Вэллей Вайперс | 10               | 10                        | 30,0                     | 49,6                     | 28,9                                  | 77,3                               | 9,1                         | 4,8                        | 1,9                           | 3,4                           | 18,5                     | Не участвовал   | Не участвовал             | Не участвовал            | Не участвовал            | Не участвовал                         | Не участвовал                      | Не участвовал               | Не участвовал              | Не участвовал                 | Не участвовал                 | Не участвовал            |
|         | Всего                     | 18               | 18                        | 30,9                     | 51,3                     | 25,8                                  | 84,9                               | 9,0                         | 4,6                        | 1,5                           | 3,0                           | 18,8                     | Не участвовал   | Не участвовал             | Не участвовал            | Не участвовал            | Не участвовал                         | Не участвовал                      | Не участвовал               | Не участвовал              | Не участвовал                 | Не участвовал                 | Не участвовал            |

### Статистика в NCAA
| Сезон   | Команда     | Конференция | Год обучения («FR» — 1 курс, «SO» — 2 курс, «JR» — 3 курс, «SR» — 4 курс) | Сыгранные матчи | Матчи в стартовой пятёрке | Количество минут за игру | Процент попаданий с игры | Процент попадания трёхочковых бросков | Процент попадания штрафных бросков | Количество подборов за игру | Количество передач за игру | Количество перехватов за игру | Количество блок-шотов за игру | Количество очков за игру |
| ------- | ----------- | ----------- | ------------------------------------------------------------------------- | --------------- | ------------------------- | ------------------------ | ------------------------ | ------------------------------------- | ---------------------------------- | --------------------------- | -------------------------- | ----------------------------- | ----------------------------- | ------------------------ |
| 2007/08 | Уэйк-Форест | ACC         | FR                                                                        | 30              | 28                        | 29,2                     | 48,7                     | 28,0                                  | 68,9                               | 8,1                         | 1,2                        | 1,4                           | 1,3                           | 14,6                     |
| 2008/09 | Уэйк-Форест | ACC         | SO                                                                        | 31              | 31                        | 30,5                     | 54,2                     | 31,9                                  | 69,7                               | 8,5                         | 2,0                        | 1,4                           | 1,5                           | 15,0                     |
| Всего   | Всего       | Всего       | Всего                                                                     | 61              | 59                        | 29,9                     | 51,5                     | 29,6                                  | 69,3                               | 8,3                         | 1,6                        | 1,4                           | 1,4                           | 14,8                     |